# Faisal Shahril
Faisal Shahril (* 7. Mai 1997 in Singapur) ist ein singapurischer Fußballspieler.

## Karriere
Faisal Shahril steht seit Beginn der Saison 2023 beim Geylang International in Singapur unter Vertrag. Der Verein spielt in der ersten Liga, der Singapore Premier League. Wo er vorher unter Vertrag stand, ist unbekannt. Lt. transfermarkt.de spielte er für die kanadischen Vereine Snipers FC und Vancouver United. Sein Erstligadebüt in der ersten Liga Singapurs gab er am 19. März 2023 (5. Spieltag) im Auswärtsspiel gegen Brunei DPMM FC. Bei dem 3:1-Auswärtserfolg stand er in der Startelf und wurde in der 88. Minute gegen Nazhiim Harman ausgewechselt.